# Michele Cossato
Michele Cossato (Milano, 28 aprile 1970) è un dirigente sportivo ed ex calciatore italiano, di ruolo attaccante.
Le sue principali soddisfazioni calcistiche sono legate alla città di Verona, nella quale è cresciuto, militando sia nel Chievo che nell'Hellas.

## Biografia
Nato a Milano ma cresciuto a Verona è fratello di Federico, anche lui calciatore.

## Carriera

### Giocatore

#### Club

##### I primi anni (1986-1992)
Iniziò nella stagione 1986-1987 quando, ancora giovane, debuttò nel calcio professionistico con la maglia del Chievo. In quell'annata scese in campo 4 volte in Serie C2. Successivamente venne ceduto al Valdagno, club del campionato Interregionale, (l'attuale Serie D), per fare esperienza, e con i vicentini segnò 4 reti in 19 presenze. Nel campionato 1988-1989 tornò al Chievo e prese parte alla stagione della squadra (culminata con la promozione in Serie C1), giocando 10 partite e segnando la sua prima rete tra i professionisti.
Venne confermato dai clivensi anche per la stagione successiva, nella quale non trovò la rete nelle 15 apparizioni in campionato. Nell'estate del 1990 passò in prestito all'Oltrepò in Serie C2 ma, già a novembre, ritornò in C1 nel Perugia. Nelle complessive 8 presenze della stagione non segnò alcun gol. Nella stagione 1991-1992 il Chievo decise di tenerlo in rosa, ma giocò solo 3 presenze senza mai segnare.

##### L'affermazione nel Chievo (1992-1997)
Nel campionato di Serie C1 1992-1993 scese in campo 25 volte segnando 5 reti mentre nella 1993-94, coi suoi 8 centri in 28 gare, diede un apporto fondamentale alla promozione del Chievo in B. Nei tre anni in cadetteria disputati con la maglia gialloblù, si affermò come attaccante prolifico (28 marcature in 104 partite). Diventò un giocatore fondamentale per la squadra aiutandola, con i suoi gol, a centrare l'obiettivo salvezza sia nella stagione 1994-1995 che nella successiva. Nella stagione 1996-1997, quella in cui i clivensi sfiorarono la promozione in Serie A formò, insieme a Raffaele Cerbone, una delle più prolifiche coppie di attaccanti del campionato (32 reti complessive) con 12 reti. A fine stagione lasciò il Chievo, insieme all'allenatore Malesani.

##### La promozione in A col Venezia e le difficoltà nell'Atalanta (1997-2000)
Terminato il lungo e fortunato periodo con i clivensi, passò al Venezia, che lo cercò fortemente per ottenere la promozione nella massima serie. L'annata fu molto positiva sia per lui che per la sua squadra: il Venezia nella stagione 1997-1998 centrò la promozione in Serie A e il merito del successo dei lagunari fu in gran parte da attribuirsi alla coppia d'attacco Schwoch-Cossato, rispettivamente 17 e 11 reti. Nella stagione 1998-1999 ebbe la possibilità di esordire in A ma, non rientrando più nei piani della società, non debuttò in campionato e in ottobre tornò in cadetteria all'Atalanta. Nel suo periodo a Bergamo, a causa di numerosi problemi fisici, non riuscì a esprimersi al meglio e a soddisfare le aspettative riposte in lui. Tra l'ottobre del 1998 e il gennaio del 2000 scese in campo 24 volte segnando 2 reti.

##### Gli anni al Verona (2000-2003)
Nel gennaio del 2000 tornò nell'amata Verona, questa volta per giocare con la maglia dell'Hellas. Il successivo 6 febbraio fece il suo debutto in Serie A in Verona-Fiorentina 2-2. Fino a giugno 2000 scese in campo complessivamente 8 volte senza segnare reti. La precaria condizione fisica gli consentì di scendere in campo poche volte anche nella stagione 2000-2001 (14 partite, 2 reti). Tuttavia, si rivelò uomo-salvezza per la sua squadra: il 24 giugno 2001, nel corso dello spareggio di ritorno per non retrocedere in Serie B tra Reggina e Verona, mise a segno il gol che consentì ai gialloblù di salvarsi.
Nella stagione 2001-2002, del primo Derby in A con il Chievo, i problemi fisici continuarono a impedirne un utilizzo continuativo (7 presenze, 1 gol). A fine stagione l'Hellas retrocedette nella serie cadetta. Nella sua ultima stagione con gli scaligeri, segnò 4 reti in 22 apparizioni di campionato.

##### Fiorentina, Cittadella e il rilancio nel Montichiari (2003-2006)
Terminato il periodo con il Verona, venne acquistato dalla Fiorentina nel settembre del 2003. La formazione toscana vide in lui l'attaccante esperto di serie cadetta che poteva dare un valido contributo per l'immediato ritorno della squadra in massima serie. Tuttavia, la sua esperienza in maglia viola fu tutt'altro che memorabile. Tra l'inizio del campionato e il gennaio successivo venne impiegato per pochi minuti e non segnò alcuna rete. Così, con l'inizio del 2004, si trasferì al Cittadella, in Serie C1. Anche con la squadra padovana non riuscì a rendere al meglio (10 presenze, 0 reti). Nell'estate seguente, ormai in là con l'età accettò di scendere ulteriormente di categoria, accettando l'offerta del Montichiari, formazione di C2. La prima stagione con la squadra bresciana fu molto positiva e tornò a segnare con continuità (15 reti in 27 presenze) diventando uomo di primaria importanza per la sua squadra. Il campionato 2005-2006, in cui ha segnò 2 reti in 25 partite, fu l'ultimo tra i professionisti.

##### Domegliara (2006-2008)
Nell'estate del 2006 accettò la proposta di Claudio Paiola, ambizioso presidente del Domegliara, formazione veronese della Valpolicella. Ebbe dunque la possibilità di chiudere la carriera vicino a casa e, allo stesso tempo, di dare un buon contributo, in termini di esperienza, alla sua nuova squadra, che aveva come obiettivo il salto in Serie D. Nel 2007, il Domegliara vinse il campionato di Eccellenza ottenendo la promozione. Cossato scese in campo 16 volte segnando 2 reti. Rimase anche nella stagione successiva di Serie D nell'organico guidato dall'ex calciatore Paolo Vanoli.
Nell'estate del 2008 è stato raggiunto dal fratello Federico ma la permanenza di entrambi è durata solo pochi mesi e già a dicembre hanno ottenuto la rescissione consensuale del contratto.

#### Selezione padana
Ha partecipato nelle file della selezione di calcio della Padania all'edizione 2008 della Viva World Cup, campionato mondiale di calcio tra nazionali della NF-Board e non riconosciute dalla FIFA, assieme al fratello Federico, edizione vinta dalla stessa selezione padana.

### Dirigente
Con l'acquisto del Mantova da parte dell'imprenditore veronese, e amico di vecchia data, Michele Lodi, il 29 aprile 2013 entra a far parte della dirigenza virgiliana come consulente di mercato. Nel 2021 è dirigente tecnico del CaprinoNella stagione 2024/2025 come team manager vince il campionato di seconda Categoria con il Caprino , scendendo in campo una sola volta contro il sindaco di Verona Damiano Tommasi.

## Controversie

### Calcioscommesse
Nel luglio del 2011 viene tirato in ballo nell'ambito dell'inchiesta sul calcioscommesse della Procura di Napoli insieme al fratello Federico, a Silvio Giusti, a Matteo Gianello e al giornalista Gianluca Di Marzio (persona informata sui fatti). La Procura acquisisce computer, supporti informatici dei Cossato.
Nel gennaio del 2012, nell'ambito dell'inchiesta sul calcioscommesse, viene iscritto nel registro degli indagati dalla Procura di Napoli insieme al fratello Federico, a Matteo Gianello e Silvio Giusti, ex compagni di squadra ai tempi del Chievo. Smentisce ogni coinvolgimento quando viene interrogato in procura il 19 gennaio, ammettendo però di essere uno scommettitore abituale ma di non aver mai contattato colleghi calciatori per aggiustare le partite ma solo per capire che aria tirava. Il suo referente Gianello, all'epoca dei fatti portiere del Napoli, riferisce di avergli sempre detto che l'impegno del Napoli sarebbe stato massimo.
La sua posizione non viene poi più presa in considerazione poiché irrilevante venendo così archiviato il 30 maggio dello stesso anno.
Dopo che la Corte di Giustizia Federale ha respinto a Marco Zamboni, suo compagno al Verona, il reclamo contro la squalifica di 1 anno e 7 mesi, in data 17 maggio 2013, previa istanza d'arbitrato di Zamboni, Cossato viene chiamato a comparire come teste.
Il 9 febbraio 2015 la procura di Cremona termina le indagini e formula per lui e altri indagati le accuse di associazione a delinquere e frode sportiva.

### Insulti a Paolo Berizzi
Il 30 novembre 2020, dopo la morte di Diego Armando Maradona, il giornalista bergamasco de La Repubblica Paolo Berizzi scrisse il seguente tweet:
[Per non dimenticare] #AD10S #maradona10»
Leggendolo, Cossato capì che si riferiva alla sua amata tifoseria scaligera e scrisse su Instagram il seguente insulto:
Lo stesso Cossato definì Berizzi un "razzista e odiatore di serie", il quale, a sua volta, infangò il calciatore affermando che la curva gialloblù lo avrebbe fatto diventare un soggetto irascibile. Il giornalista sporse quindi denuncia, ma alla fine Cossato ebbe la meglio e fu prosciolto.

## Statistiche
Michele Cossato ha militato in tutte le prime sei serie del campionato di calcio italiano. Questo è il bilancio globale delle sue presenze e reti al 16 gennaio 2009:
| Serie      | Periodo                                    | Presenze | Marcature |
| ---------- | ------------------------------------------ | -------- | --------- |
| Serie A    | 2000-2002                                  | 29+1     | 3+1       |
| Serie B    | 1994-2000                                  | 190      | 44        |
| Serie C1   | 1989-1990; 1990-1994                       | 84       | 13        |
| Serie C2   | 1986-1987; 1988-1989; 1990-1991; 2004-2006 | 71       | 18        |
| Serie D    | 1987-1988; 2007-2008                       | 57       | 15        |
| Eccellenza | 2006-2007                                  | 16       | 2         |
| Totale     | 1986-2007                                  | 447      | 95        |

## Palmarès

### Club

#### Competizioni regionali
- Eccellenza: 1

Domegliara: 2006-2007 (girone veneto A)

#### Competizioni nazionali
- Campionato italiano Serie C2: 1

Chievo: 1988-1989 (girone B)
- Campionato italiano Serie C1: 1

Chievo: 1993-1994 (girone A)

### Selezione padana
- Coppa del mondo VIVA: 1

2008